# Apskritis d'Utena
L'apskritis d'Utena (en lituanien : Utenos apskritis) est un des 10 apskritis de Lituanie. C'est l'apskritis dont la densité de population est la plus faible. Sa capitale administrative Utena est la ville la plus peuplée. C'est une des plus vieilles villes de Lituanie (mentionnée dans une chronique de 1261). Elle est située à 95 km de Vilnius, la capitale du pays.
L'apskritis est couvert par un réseau routier dense. Les domaines économiques présents sont le textile, l'industrie alimentaire et forestière, production de bière et d'alcool, production d'énergie avec la présence sur son territoire de la Centrale nucléaire d'Ignalina.
C'est après la région côtière la deuxième destination touristique en Lituanie. Environ 31 % du territoire de l'apskritis d'Utena est couvert de forêts. On y dénombre 1 002 lacs qui sont interconnectés par un réseau de rivières. ce qui permet le développement d'un tourisme de navigation. Le site touristique le plus important est le Parc national d'Aukštaitija. L'apskritis compte en outre 6 parcs régionaux ainsi qu'un nombre important de sites originaux : les lacs Asveja et Tauragnas respectivement le plus long et le plus profond de Lituanie, le musée du Cheval à Anykščiai, le musée d'apiculture ancienne, un chemin de fer à Voie étroite, une exposition de tumulus.
L'apskritis d'Utena est divisé en 6 municipalités :
- municipalité du district d'Anykščiai ;
- municipalité du district d'Ignalina ;
- municipalité du district de Molėtai ;
- municipalité du district d'Utena ;
- municipalité de Visaginas-ville ;
- municipalité du district de Zarasai.

## Climat
| Mois                                  | jan.       | fév.       | mars       | avril      | mai       | juin      | jui.      | août    | sep.      | oct.      | nov.       | déc.       | année      |
| ------------------------------------- | ---------- | ---------- | ---------- | ---------- | --------- | --------- | --------- | ------- | --------- | --------- | ---------- | ---------- | ---------- |
| Température minimale moyenne (°C)     | −5,7       | −6,1       | −3,3       | 1,9        | 6,4       | 10,3      | 12,7      | 11,7    | 7,9       | 4,1       | 0,8        | −3         | 3,1        |
| Température moyenne (°C)              | −3,8       | −3,5       | 0,6        | 7,3        | 12,2      | 16        | 18,3      | 17,3    | 12,7      | 7,2       | 2,4        | −1,6       | 7,1        |
| Température maximale moyenne (°C)     | −1,8       | −0,7       | 4,5        | 12,8       | 18,2      | 21,7      | 23,9      | 23      | 17,6      | 10,5      | 4,2        | 0          | 11,2       |
| Record de froid (°C) date du record   | −30,8 2003 | −42,9 1956 | −24,7 2005 | −10,4 2013 | −5,5 2007 | 0 2013    | 4,6 2017  | 2 2015  | −3,7 1996 | −8,3 2014 | −21,3 1998 | −30,7 1996 | −42,9 1956 |
| Record de chaleur (°C) date du record | 12,4 1999  | 18,2 2010  | 18,2 2010  | 31 2015    | 31,1 2018 | 34,1 2019 | 34,5 1994 | 34 2010 | 30,6 2008 | 21,9 1999 | 14 2002    | 11,1 2006  | 34,5 1994  |
| Ensoleillement (h)                    | 34,9       | 63,6       | 140,2      | 206,8      | 259,8     | 263,1     | 251,1     | 231,8   | 160,9     | 92,5      | 25,6       | 20,4       | 1 750,7    |
| Précipitations (mm)                   | 46,5       | 72,9       | 40,6       | 40,8       | 60,4      | 75,1      | 83,7      | 90,4    | 65,6      | 67,2      | 52,1       | 47,7       | 742,9      |
| Nombre de jours avec précipitations   | 11,9       | 10,7       | 10,8       | 8,5        | 9,6       | 10,5      | 10,9      | 10,3    | 8,6       | 11,5      | 11,5       | 12,2       | 127        |